# وادي جفن
وادي جفن (بفتح الجيم وسكون الفاء) هو واد كبير تسيل مياهه من سراة عليان وسراة شمران باتجاه الغرب حتى سبت شمران فيتجه جنوباً لتصب فيه أغلب أودية بلاد بلقرن وأهمها وادي النضر، ووادي الغرين، وادي نخال، ووادي الجوف وبالتقائه بهذا الأخير عند قرن الماء يبدأ مسمى وادي يبة حتى يصب في البحر الأحمر جنوب القنفذة.